# Shaista Suhrawardy Ikramullah

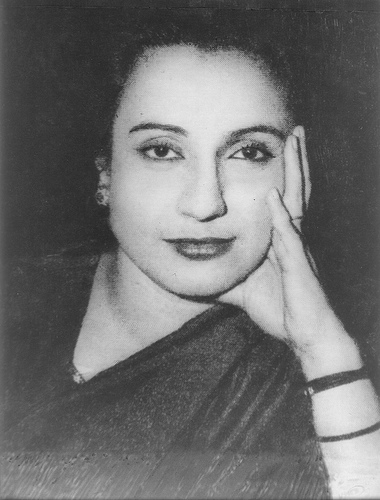
Begum Shaista Suhrawardy Ikramullah, Staatsmännin von Britisch-Bengalen und später Pakistan

 Shaista Suhrawardy Ikramullah (geb. 22. Juli 1915 in Kalkutta, Britisch-Indien; gest. 11. Dezember 2000 in Karatschi, Pakistan), auch  Shaista Akhtar Banu Suhrawardy bzw. Begum Ikramullah, war eine pakistanische Politikerin, Diplomatin und Autorin. Sie war aktives Mitglied der religiös-politischen Pakistan-Bewegung (Tehrik-i Pakistan) und arbeitete unter Jinnah. Sie ist die Nichte des prominenten Politikers Huseyn Suhrawardy (1892–1963).

## Leben
Begum Ikramullah wurde in eine wohlhabende Familie geboren und in Kalkutta und London erzogen. Ihre Mutter hielt sich an traditionelle islamische Werte, und ihr Vater, der bekannte Chirurg und Politiker Hassan Suhrawardy (1884–1946), war liberal eingestellt. Er ermutigte den Wunsch der Tochter nach einer guten Ausbildung.
Sie heiratete in einem sehr jungen Alter. Ihr Mann, Mohammed Ikramullah (1903–1963), war Diplomat und wurde der erste Foreign Secretary Pakistans. Er unterstützte seine Gattin in ihrem Bestreben, eine moderne Ausbildung zu erhalten. 1940 war sie die erste muslimische Frau, die einen Doktortitel an der Universität London erhielt (A critical survey of the development of the Urdu novel and short story).
Sie war eine der muslimischen Frauen, die an der Pakistan-Bewegung aktiv teilnahmen und spielte nach der Unabhängigkeit eine aktive Rolle in der politischen und kulturellen Szene. Sie war Mitglied der All India Muslim League.
Sie war seit 1948 Delegierte Pakistans in der Generalversammlung der Vereinten Nationen und wirkte dort im Komitee für soziale, humanitäre und kulturelle Angelegenheiten mit. In der Diskussion um die UN-Menschenrechts-Charta erreichte sie, dass im Artikel 16 die Freiheit der Heirat festgeschrieben wurde und dadurch Kinderehen und Zwangsehen geächtet wurden. Von 1964 bis 1967 war sie Botschafterin Pakistans in Marokko.
Nach ihrem Rückzug aus der großen Politik, schrieb sie ihre Memoiren über ihr Leben und ihre politische Karriere. Sie starb 2000 in Karatschi im Alter von 85 Jahren.
Ihre Lebensbeschreibung From Purdah to Parliament trägt in der ersten Auflage die Widmung To my husband, who took me out of Purdah and ever since regretted it.

## Kinder
- Inam Ikramullah (1934–2004)
- Naz Ikramullah (geb. 1938)
- Salma Ikramullah (Salma Sobhan) (1937–2003)
- Sarvath Ikramullah (geb. 1947), verheiratet mit Hassan ibn Talal (Jordanien)

## Publikationen (Auswahl)
- A critical survey of the development of the Urdu novel and short story.  London 1945.(columbia.edu).
- Letters to Neena. Kitab Publishers, Karachi 1951.
- From Purdah to Parliament. The Cresset Press, London 1963 (indiatoday.intoday.in Review).
- Huseyn Shaheed Suhrawardy: A Biography: Oxford University Press 1991.
- Handbook of Urdu literature: including a critical survey of the development of Urdu literature. New. Delhi: Cosmo Publications, 2003.
- Urdu-Sprichwörter der Frauen von Delhi. (Urdu دلى كى خواتين كى كهاوتيں اور محاورے DMG Dillī kī k̲h̲avātīn kī kahāvaten̲ aur muḥavare), OCLC 58833401.